# Вайсенбург-ин-Байерн
Вайсенбург-ин-Байерн (нем. Weißenburg in Bayern) — город в Германии, районный центр, расположен в земле Бавария.
Подчинён административному округу Средняя Франкония. Входит в состав района Вайсенбург-Гунценхаузен. Население составляет 17 513 человек (на 31 декабря 2010 года). Занимает площадь 97,55 км². Официальный код — 09 5 77 177. Город подразделяется на 27 городских района.

## История
В 1298 году от шаек Риндфлейша в Вейссенбурге пострадала еврейская община.
На начало XX столетия в мсточниках упоминается как Вейсенбург на Занде, город округа Средняя Франкония Королевства Бавария, в котором проживало 7 000 жителей. 
В городе расположена фирма «Ewald Wolf Kunststoffwerk GmbH & Co. KG», которая занимается производством товаров для дома.
В черте города находится крепость Вюльцбург и римский лагерь.

## Население
По оценке на 31 декабря 2015 года население общины составляет 17 976 чел.
| Дата      | 1840 | 1871 | 1900 | 1925  | 1939  | 1950  | 1961  | 1970  | 1987  | 2011  |
| --------- | ---- | ---- | ---- | ----- | ----- | ----- | ----- | ----- | ----- | ----- |
| Население | 7952 | 8238 | 9638 | 10952 | 11634 | 18112 | 17591 | 18076 | 17445 | 17710 |

| Год       | 1960  | 1970  | 1980  | 1990  | 2000  | 2009  | 2010  | 2011  | 2012  | 2013  | 2014  | 2015  |
| --------- | ----- | ----- | ----- | ----- | ----- | ----- | ----- | ----- | ----- | ----- | ----- | ----- |
| Население | 17600 | 18202 | 17469 | 17933 | 17763 | 17519 | 17513 | 17623 | 17689 | 17732 | 17807 | 17976 |

## Достопримечательности
- Башня Бисмарка
- Вюльцбург
- Карлсграбен
- Римский лагерь (Вайсенбург)
- Русское кладбище
- Эллингер Тор

## Известные уроженцы и жители
- Хофман, Ханс

## Города-побратимы
- Латвия: Валка

## Фотографии

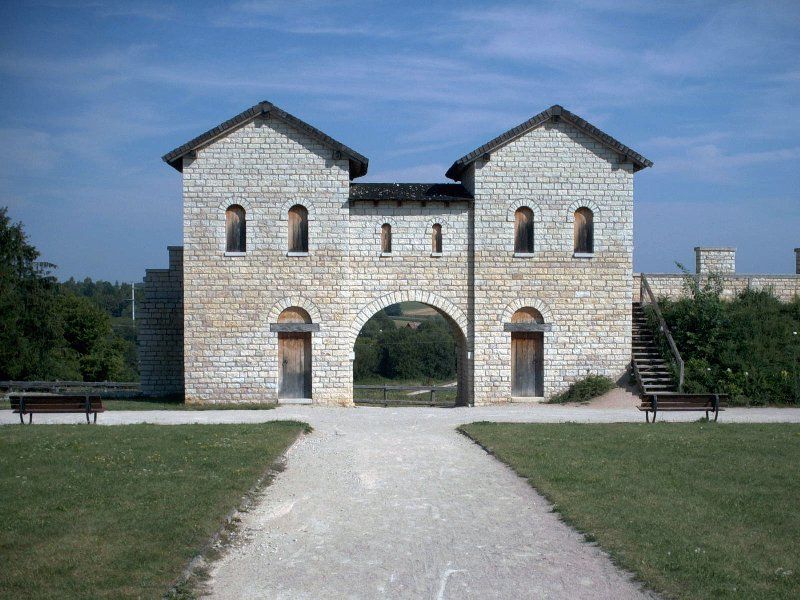
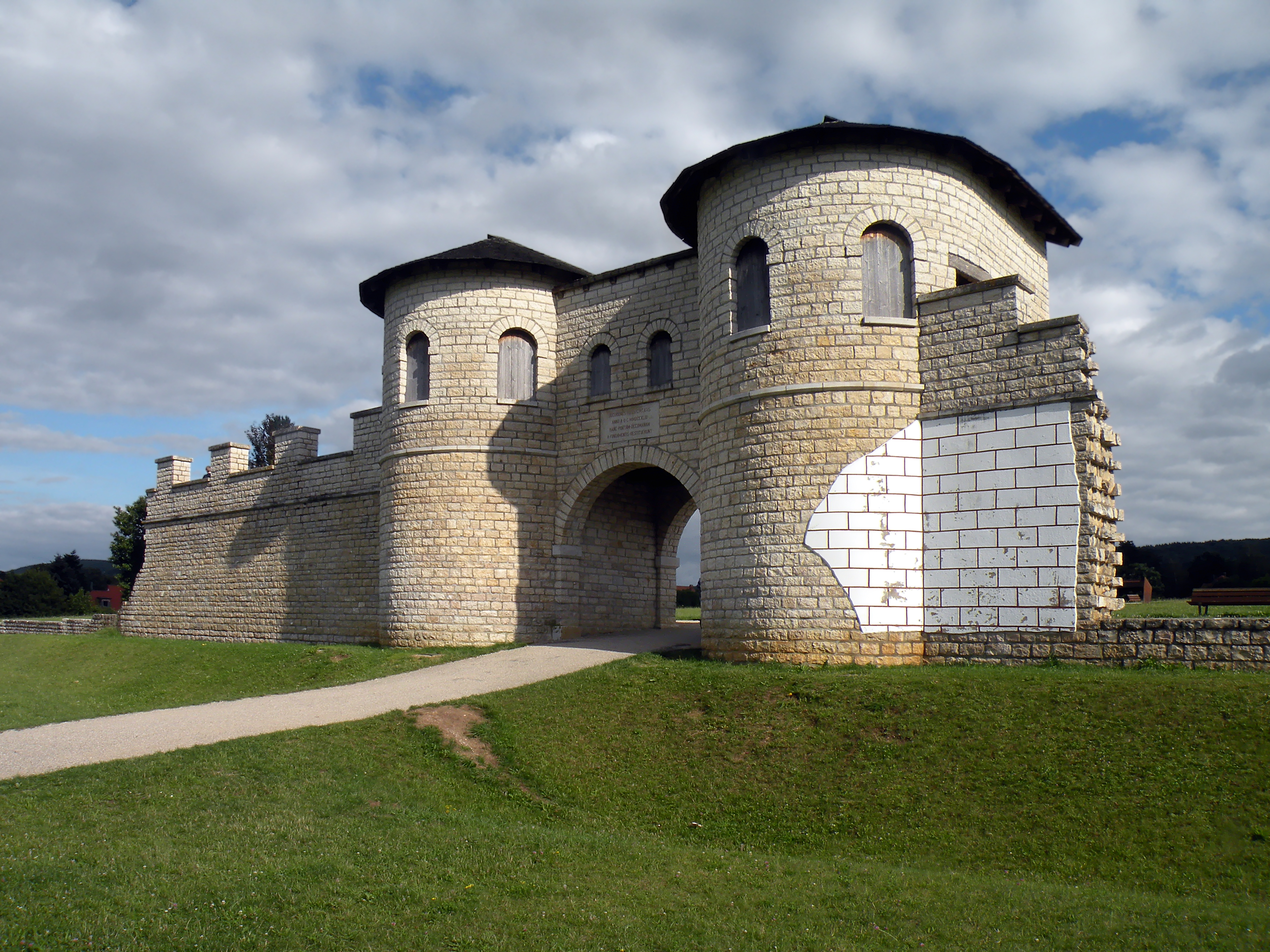
Реконструкция ворот римского лагеря.
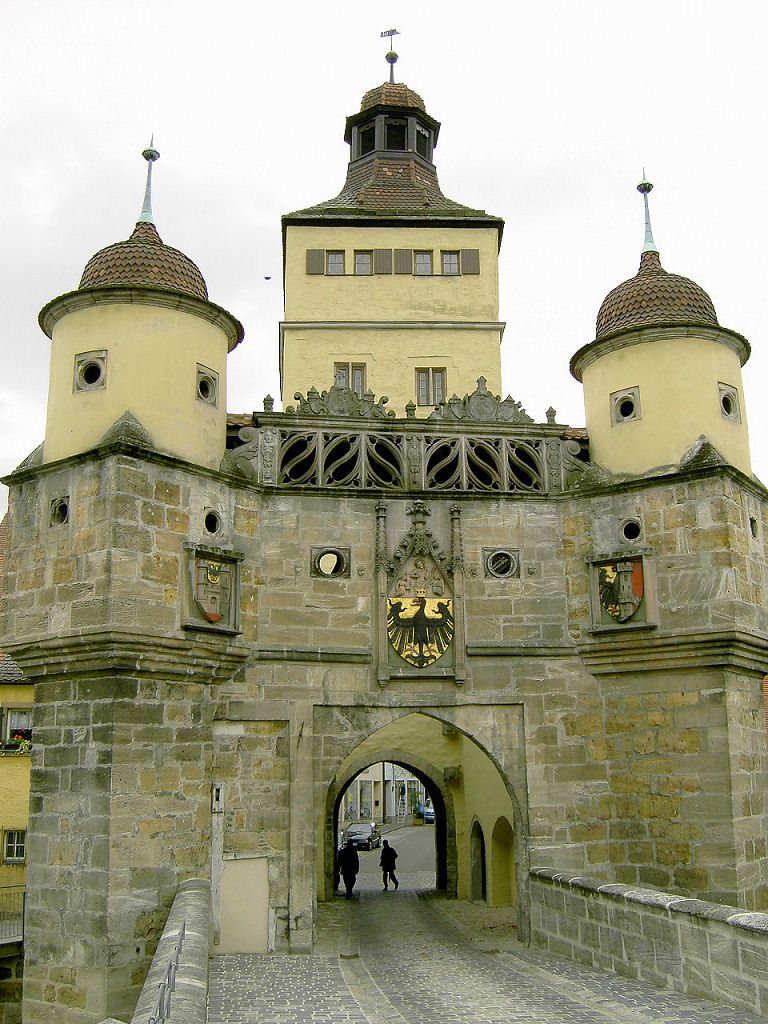
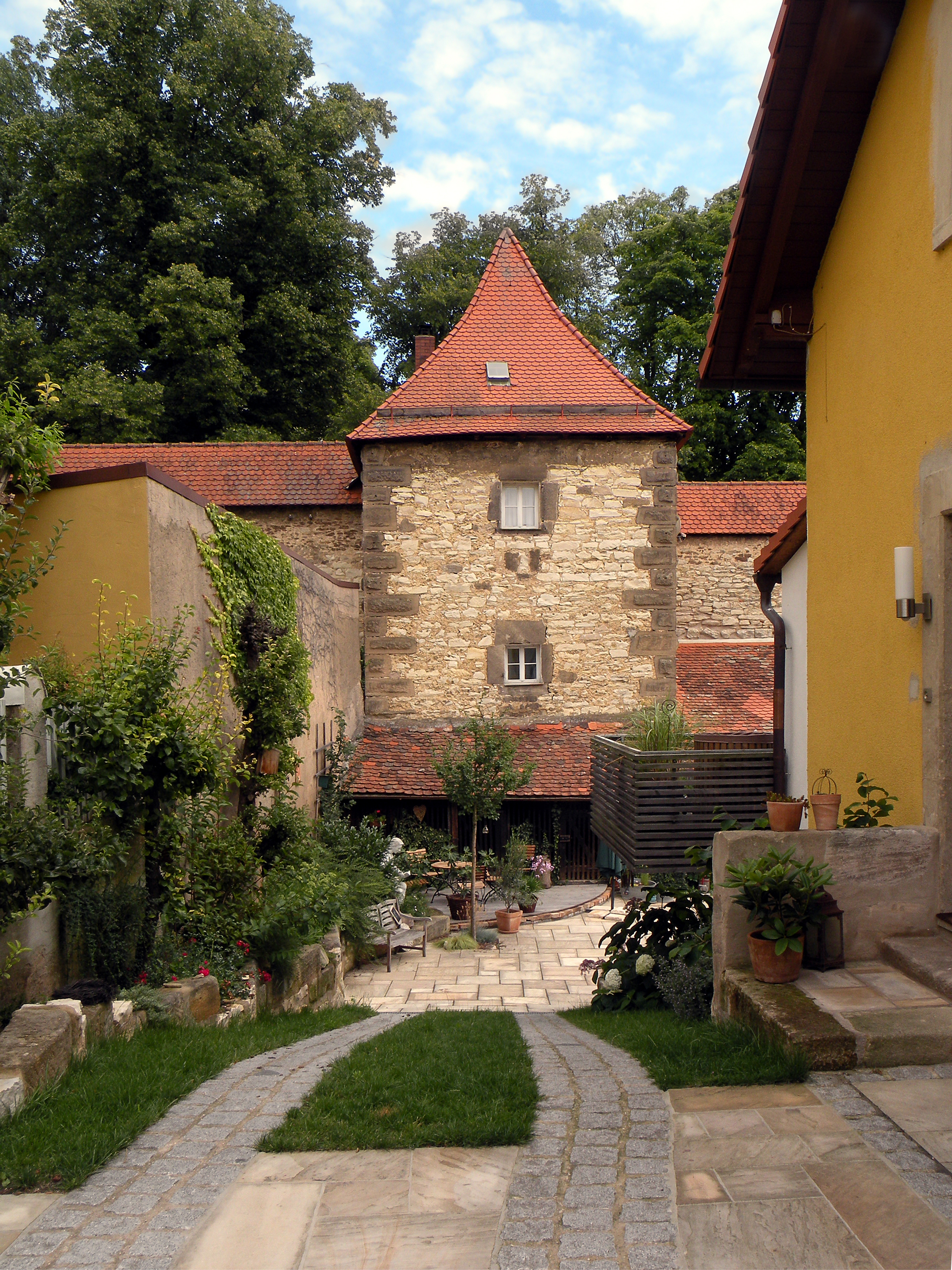
У городской стены.
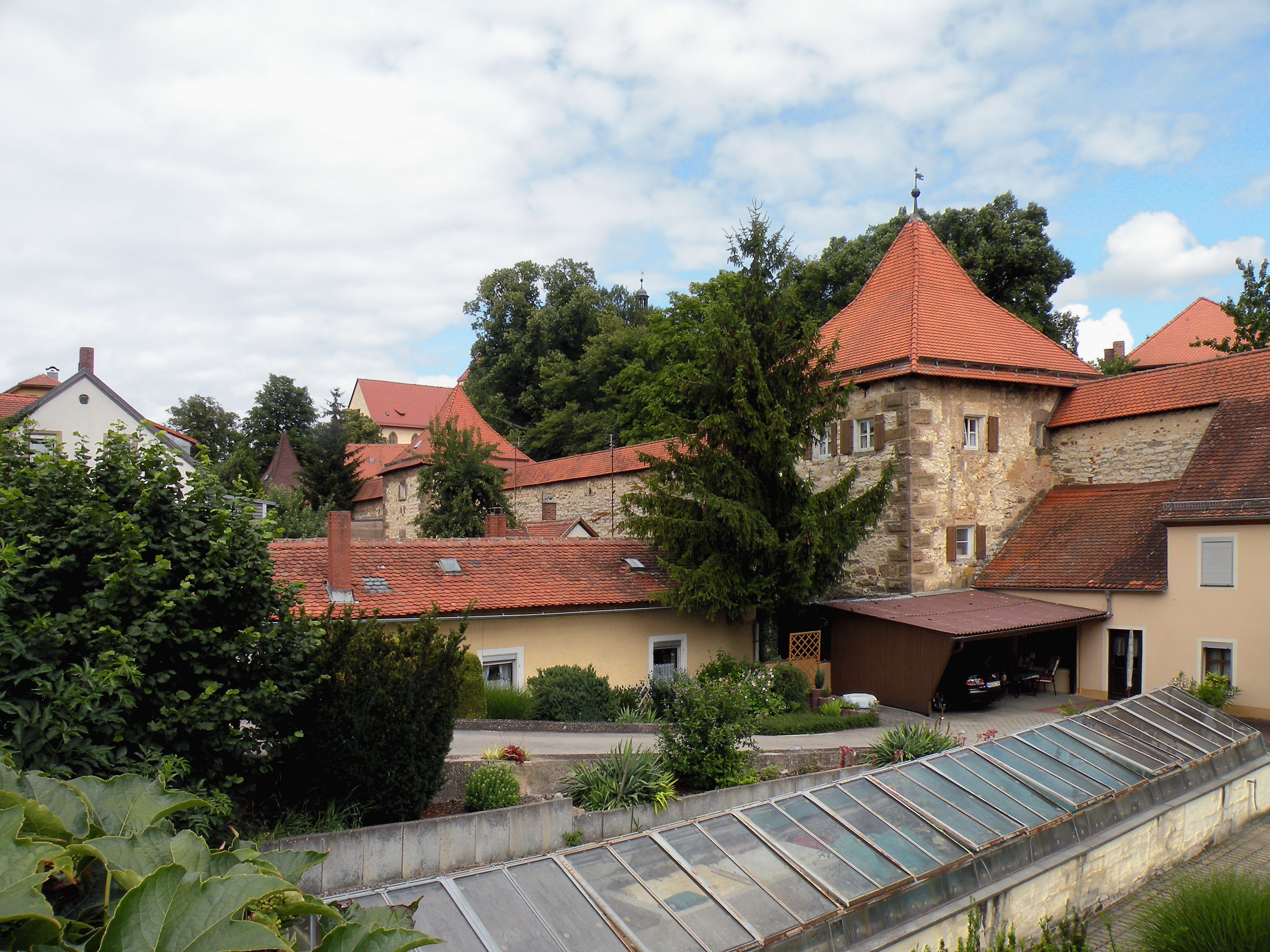
Стена города.
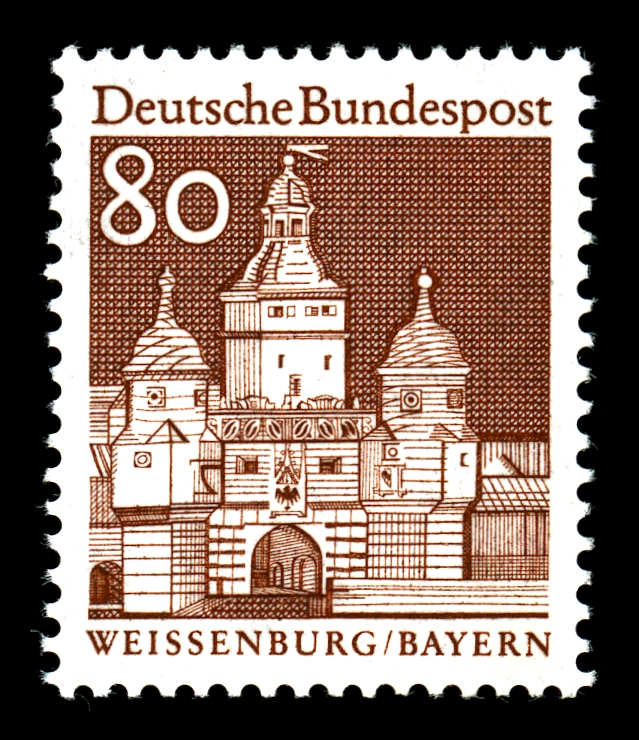